# Гранатовмісні сланці
Гранатовмісні сланці - метаморфічні кристалічні сланці – мусковітові, біотитові, амфіболітові та ін., що складають промислово важливі родовища ґранатів, а також слюдяні сланці, що містять альмандин і спесартин. 

## Опис
Основні мінеральні різновиди вітчизняних ґранатвмісних сланців: 1 - кварцито-сланці біотит-магнетит-кумінгтонітові; 2 - сланці ґранат-кварц-біотит-кумінгтонітові; 3 - сланці кумінгтоніт-ґранат-кварц-біотитові; 4 - сланці ґранат-кварц-біотитові; 5 - сланці ґранат-мусковіт-кварц-біотитові; 6 - сланці ставроліт-біотит-кварц-мусковітові з ґранатом.
В Україні ґранатовмісні сланці складають товщі першого і третього-п'ятого сланцевих горизонтів Анівського родовища (м. Кривий Ріг), що залягають в лежачому боку його продуктивної товщі і розділених малопотужним (5-15 м) першим-другим сланцевим горизонтом. Основна база при виробництві ґранатового концентрату третій-п'ятий сланцевий горизонт середня потужність якого 49,8 м, першого сланцевого горизонту – 31,6 м. Прогнозні запаси ґранатовмісних сланців південної частини Анновської залізорудної смуги (в межах Анівського кар'єру) 300 млн. т.
Технологія отримання ґранатового концентрату включає збагачення за крупністю, густиною, формою, а також магнітними та електричними властивостями. Ґранатовмісний сланець (до 16 % ґранату) дроблять у гладковалковій дробарці до крупності 3-0 мм, далі збагачують у пневмокласифікаторі, де розділення відбувається за рахунок різних аеродинамічних властивостей мінералів. 
Ґранатовмісну фракцію +0,25 мм розділяють на крупну і дрібну, які збагачують високоґрадієнтною магнітною сепарацією з переробкою промпродукту електросепарацією. Ґранатовий концентрат, який використовують як абразив, містить 96,5 % ґранату, відходи – 2,89 %. 